# ايرينا مانو
ايرينا مانو (باليابانية: 真野恵里菜) (بالروماجي: Mano Erina) مغنية وممثلة وعارضة يابانية، ولدت في 11 أبريل 1991 في مدينة زاما، محافظة كاناغاوا، اليابان.

## أعمالها

### مسلسلات
- مينا! إسبر ديو! (2013) - بدور ساي أسامي.
- زواجنا عمل (باليابانية: 逃げるは恥だが役に立つ)
- (باليابانية: みんな！エスパーだよ！)
- (باليابانية: 東京少女)
- (باليابانية: 数学女子学園 / 数学♥女子学園)

## روابط خارجية
- ايرينا مانو على موقع IMDb (الإنجليزية)
- ايرينا مانو على موقع ميوزك برينز (الإنجليزية)
- ايرينا مانو على موقع ديسكوغز (الإنجليزية)
- ايرينا مانو على موقع قاعدة بيانات الفيلم (الإنجليزية)